# Джая
Джая (на индонезийски: Puncak Jaya), известен също като Пирамидата на Карстенс (на индонезийски: Piramida Carstensz), е най-високият връх на остров Нова Гвинея, на Индонезия (Западна Нова Гвинея) и на Океания като цяло. Надморската му височина е 4884 m. Това го прави и най-високият островен връх в света. На 4 km от върха се намира огромната открита златна мина Грасберг.

## История
Планинският район около върха е населяван отпреди пристигането на европейците. По това време местните го наричат Немангкауи. През 1623 г. холандският изследовател Ян Карстенс забелязва ледници на върха на планината. Така върхът започва да се нарича Пирамидата на Карстенс в негова чест. Гледката остава непотвърдена в продължение на над два века, а Карстенс става обект на присмех в Европа, когато разказва как е видял сняг близо до екватора.
Снежната част на Джая е достигната през 1909 г. от холандския изследовател Хендрик Лоренц с екип от шест даяки носачи от Борнео. Предшественика на националния парк Лоренц, който обхваща планината, е основан през 1919 г. след експедицията му.
През 1936 г. холандска експедиция, която не може да определи кой точно от трите върха на масива е най-висок, решава да изкачи и трите. Тримата алпинисти достигат заледените Източен Карстенс и Нга Пулу на 5 декември, но поради влошаващите се метеорологични условия не успяват да изкачат оголената Пирамида на Карстенс. Поради наличието на голяма снежна покривка на Нга Пулу (4862 m), през 1936 г. той е най-високият връх, достигайки над 4900 m.
Днешният връх Джая, който вече е и най-високият, е изкачен през 1962 г. от експедиция, водена от австрийския планинар Хайнрих Харер.
Когато Индонезия поема контрола над провинцията през 1963 г., върхът е преименуван на Сукарно в чест на първия президент на републиката, Сукарно. По-късно е преименуван на Джая, което буквално се превежда като „победа“. Сред алпинистите все още често се използва и името Пирамида на Карстенс.
В днешно време, изкачването на върха изисква разрешително от правителството. Той е затворен за туристи и алпинисти в периода 1995 – 2005 г. След 2006 г. достъпът е възможен чрез различни туристически агенции.

## Ледници
Връх Джая няма лед, но по склоновете му са разположени няколко ледника. Температурните колебания през годината са малко, тъй като върхът се намира близо до екватора. Все пак, анализът на обхвата на тези редки екваториални ледници спрямо исторически записи сочи за значително смаляване от 1850-те години насам. Това говори за регионално затопляне от около 0,6 °C за век в периода 1850 – 1972 г.
Сателитните снимки след 1970-те години показват бързото отдръпване на ледниците около Джая. Един от тях вече се е стопил напълно в периода 1994 – 2000 г. Експедицията от 2010 г. открива, че те изчезват със скорост от 7 m дебелина. Изчислено е, че с това темпо всички те ще изчезнат през 2020-те години.

## Галерия
- Сателитна снимка на върха и съседната мина Грасберг.
- Ледената шапка на Джая през 1936 г.
- Ледената шапка на Джая през 1972 г.